# Zonalia nitens
Zonalia nitens là một loài ruồi trong họ Tachinidae.